# Conan, a barbár
Conan, a barbár Robert E. Howard 20. századi író népszerű fantasyhőse. Az említett író számtalan novellát írt róla, ezek a hard fantasy stílust képviselték, melyre jellemző a sötét, barbarisztikus világ, az erőtől duzzadó harcosok, akiknek a legnagyobb ellenségük általában a mágia. Conan maga is a varázslat nagy ellensége.
Conan kalandjait az eredeti Howard-írásokon kívül később megörökítették képregények, és három film is.
Conan: The Dark Axe címmel videójáték is készült a kimmériai barbár kalandjairól, melyben mi magunk alakíthatjuk a nagy harcost.

## Conan karaktere
Conan történetei ősi időkben játszódnak, egy Atlantisz elsüllyedése utáni és az ismert ókori civilizációk felemelkedését megelőző, elképzelt világban, a hybóriai korban. Conan magányos harcos (bár sokszor akadnak társai kalandjai során), aki kimmériai barbár lévén idegenként járja a hybóriai világ királyságait, és rendkívüli életpályát fut be. A történetek során látjuk rablóként, zsoldosként, tolvajként, kalózként, hadvezérként (a filmekben ezekhez hozzájön még a rabszolga, majd gladiátor), végül pedig király válik belőle. Nem ismer félelmet, s látszólag fájdalmat sem.

## Magyarul megjelent Conan-történetek
Conan történetek fordításainak zöme a '90-es években jelent meg hazánkban. Ennek oka meglehetősen gyakorlati. Ezen regények jogdíjfizetési kötelezettsége akkoriban már lejárt, így szabadon fordíthatóvá váltak bárki számára. A frissen alakult, szűkös kerettel rendelkező magyar fantasy-kiadók így előszeretettel adták ki, aminek köszönhetően számos mű került rövid idő alatt a hazai piacra. Az első önkéntes fordításokat Nemes István író végezte (Kornya Zsolt író lektorálta).

### Robert E. Howard írásai
Howard írásai egy kivétellel mind novellák, elbeszélések vagy kisregények. A történeteket nehéz kronológiai sorrendbe állítani, mert nincsenek átutalások az egyes művek között. E tárgyban több szócikk található az angol nyelvű Wikipédián. 

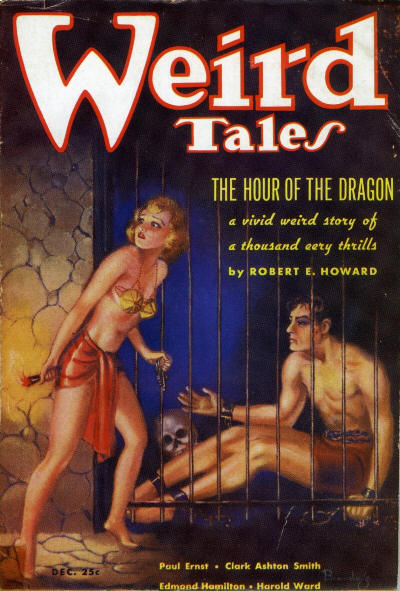
A Weird Tales 1935 decemberi száma, ahol Howard egyetlen Conan regényét, a Conan, a bosszúállót először publikálták.

- A Fekete Idegen (The Black Stranger, 1987)
- A fekete kolosszus (Black Colossus, 1933)
- A Fekete Kör népe (The People of the Black Circle, 1934)
- A Fekete Tengerpart királynője (The Queen of the Black Coast, 1934)
- A vasördög (The Devil in Iron, 1934)
- A végzet árnyéka (The Slithering Shadow / Xuthal of the Dusk, 1933)
- A vörös citadella (The Scarlat Citadel, 1933)
- Árnyak a holdfényben (Shadows in the Moonlight / Shadows in the Moonlight, 1934)
- Árnyak Zambulában (Shadows in Zamboula / The Man-Eaters of Zamboula, 1935)
- Az Elefánt Tornya (The Tower of the Elephant, 1933)
- Conan és a Fekete Óriások tava (The Pool of the Black One, 1933)
- Conan, a bosszúálló, regény (The Hour of the Dragon / Conan the Conqueror, 1935-1936)
- Elveszett asszonyok völgye (The Vale of the Lost Women, 1967)
- Főnix a kardon (Phoenix on the Sword, 1932)
- Gwahlur Fogai (Jewels of Gwahlur / Teeth of Gwahlur / The Servants of Bit-Yakin, 1935)
- Isten a szarkofágban (The God in the Bowl, 1975)
- Nergal keze (The Hand of Nergal, 1976) – befejezetlen
- Ormány a sötétben (Snout in the Dark, 1979) – befejezetlen
- Szülessen boszorkány! (Whitch Shall Be Born, 1934)
- Tombalku dobjai (Drums of Tombalku, 1986) – befejezetlen
- Túl a Fekete folyón (Beyond the Black River, 1935)
- Vörös szögek (Red Nails, 1936)
- Ymir leánya (The Frost Giant's Daughter / Gods of the North, 1934)
- Zsiványok a házban (Rogues in the House, 1934)

#### Conan világához köthető írások
- Farkasok a határon túl (Wolves Beyond the Border, 1967) – befejezetlen
- A hybóriai kor (The Hyborian Age, 1965) – világleírás
- Jegyzetek a hybóriai kor népeiről / Néhány szó a hybóriai kor népeiről (Notes on Various Peoples of the Hyborian Age) – világleírás
- Kimméria (Cimmeria, 1965) – vers

### Howard L. Sprague DeCamp és Lin Carter által befejezett írásai
- Holtak Csarnoka (The Hall of the Dead, 1974) – befejezte: L. Sprague de Camp
- Rémség a sötétben (Snout in the Dark, 1979) – befejezte: L. Sprague DeCamp és Lin Carter

A mások által befejezett írások eredeti formájukban is megjelentek magyarul A Robert E Howard összes Conan története című két kötetes könyvben.

### L. Sprague DeCamp és Lin Carter önálló írásai
- Conan, a barbár, filmadaptáció (Conan the Barbarian, 1982)
- Conan, a kalóz (Conan the Buccaneer, 1971)
- Conan, a szigetek ura (Conan of the Isles, 1968)
- Ékkő a toronyban (The Gem in the Tower)

### Más szerzők
- Robert Jordan: Conan, a pusztító, filmadaptáció (Conan, the Destroyer, 1984)
- Roland Green: Conan és a Démonkapu (Conan at the Demon's Gate)

### Paródiák (magyar szerzőktől)
- Benjamin Rascal, Jeffrey Stone és John Caldwell: Konyak, a barbár
- Benjamin Rascal: Konyak, a kegyetlen

## Conan a filmművészetben

### Schwarzenegger-sorozat
A Conan, a barbár című film 1982-ben készült John Milius rendezésében. Készült egy kevésbé sikeres folytatása is, Conan, a pusztító címmel. Mindkét filmben a főszerepet Arnold Schwarzenegger játszotta. A "Conan, a barbár" film érdekessége, hogy a felvételek megkezdése előtt a rendező megkérte Arnoldot, hogy "fogyjon le" egy kicsit mert túl nagydarab és így nem hiteles az átlagemberek számára.

### Conan, a barbár (2011)
Egy új moziadaptáció készült Jason Momoa főszereplésével.

### Conan, a kalandor
1998-ban indult útjára egy két évadot megélt tv-sorozat Ralf Moeller főszereplésével.

### Rajzfilmek
1992 és 1994 között futott egy sorozat Conan The Adventurer címen. 64 részt ért meg. Az 1994-es folytatás, a Conan and the Young Warriors újabb 13 részt adott a sorozathoz
Készítettek egy egész estés adaptációt a Vörös szögek című Conan-kisregényből. Bár a rajzfilm már kész van, a bemutatásával még várnak.

## Képregények
A Conan képregények eddig két kiadó gondozásában láttak napvilágot: a Marvel Comics és a Dark Horse Comics. Mindkét kiadó adaptált Robert E. Howard eredeti írásaiból, de sok epizódot minden irodalmi előzmény nélkül vetettek papírra.
Mindezek mellé a Devil's Due kiadó megjelentetett egy paródia sorozatot Barack the Barbarian (Barack, a barbár) címen az amerikai elnök Barack Obama főszereplésévél, aki egy interjúban a Conan képregények gyűjtőjének vallotta magát.

### Marvel sorozatok
A Marvel első sorozata a Conan the Barbarian 1970-ben indult. A sorozat hamar sikeres lett, ezért néhány éven belül újabb sorozatok indultak a barbár főszereplésével. Ezek közül a legjelentősebb a Savage Sword of Conan. Ez egy fekete-fehér sorozat volt idősebb olvasóknak, több erőszakkal és némi meztelenséggel a történetekben. Jelentős alkotók voltak: Roy Thomas (író), Barry Smith, John Buscema, Alfredo Alcala (rajzolók).
A két említett sorozat a kilencvenes évek első feléig futott. A kiadó ezután több kísérletet tett a Conan sorozatok újjáélesztésére, de az új magazinok mind tiszavirág életűek lettek.
Howard Conan írásain kívül több más írását is feldolgozták. A főhős és a helyszín megváltoztatásával illesztve be ezeket a sorozatba. Így született meg Vörös Szonja karaktere, amely eredetileg Howard egy történelmi tárgyú művében, a The Shadow of the Vulture-ben szerepelt (Sonya írás móddal). Ez a Conan világába helyezett változat igen népszerű lett. Több képregény- és egy könyvsorozatot is indítottak a főszereplésével, de mozifilm is készült belőle.

### Sorozatban
- Conan the Barbarian (1970-1993) 275 szám.
- Conan the Barbarian Annual (1973-1987) 12 szám.
- Savage Tales (1971–1975) Antológia sorozat. Conan csak az első öt számban szerepelt.
- The Savage Sword of Conan the Barbarian (1975-1995) 235 szám + 1 annual.
- King Conan/Conan the King (1980-1989) 55 szám. A 19-es számtól címet vált.
- Conan the Adventurer (1994-1995) 14 szám
- Conan (1995-1996) 11 szám
- Conan the Savage (1995-1996) 10 szám

### Különszámok
- Handbook of the Conan Universe (1985)
- Conan vs Rune (1995)

### Minisorozatban
- Conan the Barbarian vol. 2 (1997), 3 szám
- Stalker of the Woods (1997), 3 szám
- The Usurper (1997–1998), 3 szám
- Lord of the Spiders (1998), 3 szám
- River of Blood (1998), 3 szám
- Return of Styrm (1998), 3 szám
- Scarlet Sword (1998–1999), 3 szám
- Death Covered in Gold (1999), 3 szám
- Flame and the Fiend (2000), 3 szám
- Conan the Barbarian Movie Special (1982), 2 szám
- Conan the Destroyer Movie Special (1985), 2 szám

### Megjelenései egyéb sorozatokban
- Marvel graphic novels: #19; #28; #42; #53; #59; #69; #73
- What If: Vol.1 #13; #39, #43
- What If: Vol.2 #16

### Egyéb
- Conan newspaper strip (1978-1981) 16 történet. Napilapokban megjelent folytatásos sorozat.

### Cameoés vendégszereplések
- Avengers Forever #12 (1998)
- Excalibur #47
- Fantastic Four #405
- Incomplete Death's Head #11
- Green Goblin #10
- Earth X|Paradise X: Heralds #1
- Doctor Strange Vol 3 #11; #26
- Thor Corps 3

### Magyar megjelenések
- Galaktika: 45 (1982)
- Alfa Különszám 1988
- Hepiend magazin (1989-1991) 13 szám.
- Hepiend Képes Regényújság: 1990 II. évf. 2-4. szám
- Füles: 1990/13-32

### Dark Horse-sorozatok
A Dark Horse kiadó 2004-ben kezdte saját sorozatát, majd 2008-ban új címen újra indította. Ezek a sorozatok nincsenek történeti kapcsolatban az előzőekkel, de a kiadó összegyűjtött formában a Marvel sorozatokat is újra kiadja.

#### Sorozatban
- Conan (2004-2008) 51 szám (0-50 számozva).
- Conan the Cimmerian (2008-?) 0-?.

#### Minisorozatban
- Conan And the Jewels of Gwahlur (2005) 3 szám
- Conan And the Demons of Khitai (2005-2006) 4 szám
- Conan: The Book of Thoth (2006) 4 szám
- Conan And the Songs of the Dead (2006) 5 szám
- Conan And the Midnight God (2007) 5 szám

#### Különszámok
- Conan And the Daughters of Midora (2004)
- Conan Funcom Special (2006) Előzmény a Conan And the Midnight God-hoz